# Моник Александер
Моник Александер (енгл. Monique Alexander; Валејо, 26. мај 1982) америчка је порно глумица и модел.

## Биографија
Моник Александер је почела да ради као стриптизета са 18 година. Онда се појавила у неколико часописа за одрасле на првој фото сесији са Ерлом Милером. Почела је да наступа у филмовима за одрасле у 2001. години, с почетка само у лезбијским филмовима, као што су „Популарна Клоуди број 2“, а затим је потписала уговор са Син Ситијем (енгл. Sin City) те године. Од 2004. до 2009. Александер је имала уговор са студиом Вивид Ентертејнмент (енгл. Vivid Entertainment). Од 2005. године искључиво снима филмове са мушкарцима укључујући и са познатим Роко Сифредијем.
До 2013. године појавила се у око 270 филмова за одрасле.

## Награде
- 2008. AVN Награда — Best All-Girl Sex Scene, Film — Sex & Violins[4]
- 2008 AVN Награда — Best Group Sex Scene, Film — Debbie Does Dallas… Again[4]
- 2009. AVN Награда — Best Couples Sex Scene — Cry Wolf[5]
- 2011. AVN Награда — Best All-Girl Couples Sex Scene — Meow![6]